# Klaus Offerhaus

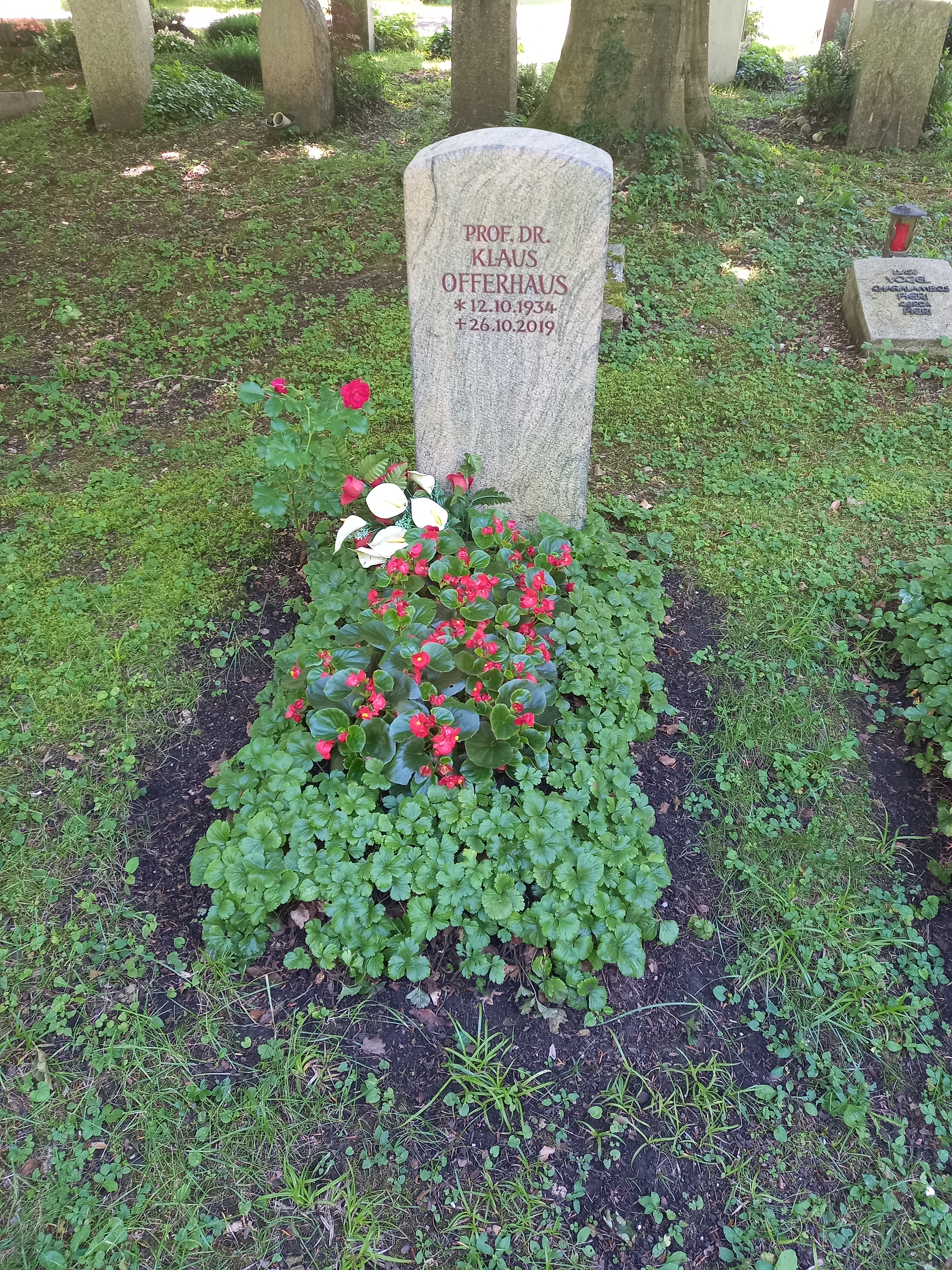
Das Grab von Klaus Offerhaus auf dem Waldfriedhof Solln in München

Klaus Offerhaus (* 12. Oktober 1934 in Mannheim; † 26. Oktober 2019 in München) war ein deutscher Jurist und von 1994 bis 1999 Präsident des Bundesfinanzhofs.

## Leben und Werk
Nach Beendigung seiner juristischen Ausbildung und Promotion mit der Dissertation Die Berücksichtigung des Geschäftswertes bei Ermittlung des Auseinandersetzungsguthabens eines Gesellschafters einer offenen Handelsgesellschaft, eines Kommanditisten und eines stillen Gesellschafters an der Universität Mainz ließ sich Offerhaus zunächst als Rechtsanwalt nieder, ehe er 1962 in die Finanzverwaltung eintrat. 1966 wurde er wissenschaftlicher Mitarbeiter am Bundesfinanzhof, ab 1970 war er an das Bundesministerium für Justiz abgeordnet, ehe er 1975 zum Richter am Bundesfinanzhof ernannt wurde.
1980 wurde er zum Vorsitzenden Richter ernannt. Das Präsidium wies ihm den Vorsitz im V. Senat zu, der vornehmlich mit Fragen des Umsatzsteuerrechts befasst ist. Von 1983 bis 1988 war er der Pressesprecher des Bundesfinanzhofes. Er wurde dann 1988 zum Vorsitzenden Richter seines Senates ernannt. 1990 wurde er Vizepräsident und 1994 Präsident des Bundesfinanzhofs. Anlässlich des Eintritts in den Ruhestand wurde Offerhaus eine Festschrift gewidmet.
Offerhaus war Honorarprofessor an der Universität Augsburg; er veröffentlichte zahlreiche Aufsätze in Fachzeitschriften und verfasste Beiträge zu Kommentierungen.